# Ichnanthus hirtus
Ichnanthus hirtus är en gräsart som först beskrevs av Giuseppe Raddi, och fick sitt nu gällande namn av Mary Agnes Chase. Ichnanthus hirtus ingår i släktet Ichnanthus och familjen gräs. Inga underarter finns listade i Catalogue of Life.